# نورمان ماسون
نورمان ماسون (بالإنجليزية: Norman Mason)‏ هو عازف جاز أمريكي، ولد في 25 نوفمبر 1895 في ناساو في باهاماس، وتوفي في يوليو 1971.

## روابط خارجية
- نورمان ماسون على موقع أول ميوزيك (الإنجليزية)